# Shalalth
Shalalth est une communauté située dans la province de la Colombie-Britannique, dans le centre-sud.

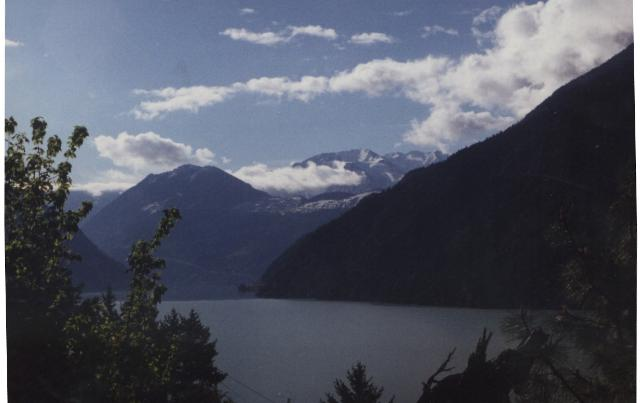
Vue sur le lac Seton depuis la montagne au-dessus de Shalalth